# Празеодимдиалюминий
Празеодимдиалюминий — бинарное неорганическое соединение
алюминия и празеодима
с формулой Al2Pr,
кристаллы.

## Получение
- Сплавление стехиометрических количеств чистых веществ:

{\displaystyle {\mathsf {2Al+Pr\ {\xrightarrow {1480^{o}C}}\ Al_{2}Pr}}}

## Физические свойства
Празеодимдиалюминий образует кристаллы
кубической сингонии,
пространственная группа F d3m,
параметры ячейки a = 0,80150 нм, Z = 8,
структура типа магнийдимеди Cu2Mg (фаза Лавеса)
.
Соединение конгруэнтно плавится при температуре 1480°С.